# Bladowo (województwo warmińsko-mazurskie)
Bladowo (dawniej niem. Bladau) – osada w Polsce położona w województwie warmińsko-mazurskim, w powiecie działdowskim, w gminie Lidzbark. W latach 1975–1998 miejscowość administracyjnie należała do województwa ciechanowskiego.
Mała osada położona nad rzeką Wel. Na wschód od osady znajduje się użytek ekologiczny (torfowisko z gęstą siecią rowów melioracyjnych), utworzony w 1998 r.

## Historia
Osadnictwo istniało tu już w czasach neolitu, o czym świadczą znalezione krzemienie. Miejscowość wymieniana w dokumentach już na początku XV w. (około 1401 roku). W tym czasie Bladowo należało do wójtostwa w Lidzbarku Welskim. W drugiej połowie XVIII w Bladowie była osada rybacka. 